# Edward Aveling
Edward Bibbins Aveling (Stoke Newington, 29 novembre 1849 – Battersea, 2 agosto 1898) è stato un politico inglese.

## Biografia
Veniva da una famiglia numerosa: fu uno dei figli di Thomas William Baxter Aveling (1815-1884). Ebbe una relazione con Eleanor Marx (1855-1898), la più piccola tra le figlie di Karl Marx; i due iniziarono a frequentarsi apertamente durante l'estate del 1884; Eleanor morirà suicida.
Con lei, fu uno dei fondatori della Socialist League (1884). Attivista politico, si distinse nella lotta per la creazione dei primi sindacati per gli operai e per i disoccupati. Fu autore di numerosi reati per i quali fu poi estromesso dal movimento socialista.